# Gomphidiaceae
Famille
Les Gomphidiaceae sont une famille de champignons basidiomycètes de l'ordre des Boletales.
- Lamellés, mais séparables de la chair du chapeau. Lamelles espacées et larges[1].
- Hyphes sans boucles. Sporée très sombre, presque noire.
- Port clitocybioïde à hygrophoroïde.
- Voile partiel glutineux et chapeau souvent lubrifié à cireux.
- Spores noires à brun foncé, typiquement bolétoïdes fusiformes à dépression supra-appendiculaire.
- Grandes cystides cylindracées fréquentes.

## Phylogramme desGomphidiaceae
- Agaricomycetidae
  - Boletales ou Clade des Bolets
    - Clade des Tapellinae
      - Tapinellaceae

    - Clade des Coniophorineae
      - Serpulaceae - Mérule pleureuse
        - Coniophoraceae
        - Hygrophoropsidaceae
          - Gomphidiaceae
            - Brauniellula
            - Chroogomphus
            - Cystogomphus
            - Gomphogaster
            - Gomphidius

          - Paxillaceae Clade des Paxillineae
            - Sclerodermataceae Clade des Sclerodermatineae
            - Suillaceae Clade des Suillineae
            - Boletaceae Clade des Boletineae
              - Boletinellaceae
              - Boletus Cèpes

  - Clade des Agaricales (ou Clade des Euagarics)

## Liste des genres
D'après la 10e édition du Dictionary of the Fungi (2007), cette famille est constituée de cinq genres :
- Brauniellula
- Chroogomphus (Singer) O.K. Mill. 1964
- Cystogomphus Singer 1942
- Gomphidius Fr. 1836
- Gomphogaster O.K. Mill. 1973